# パーリ仏典

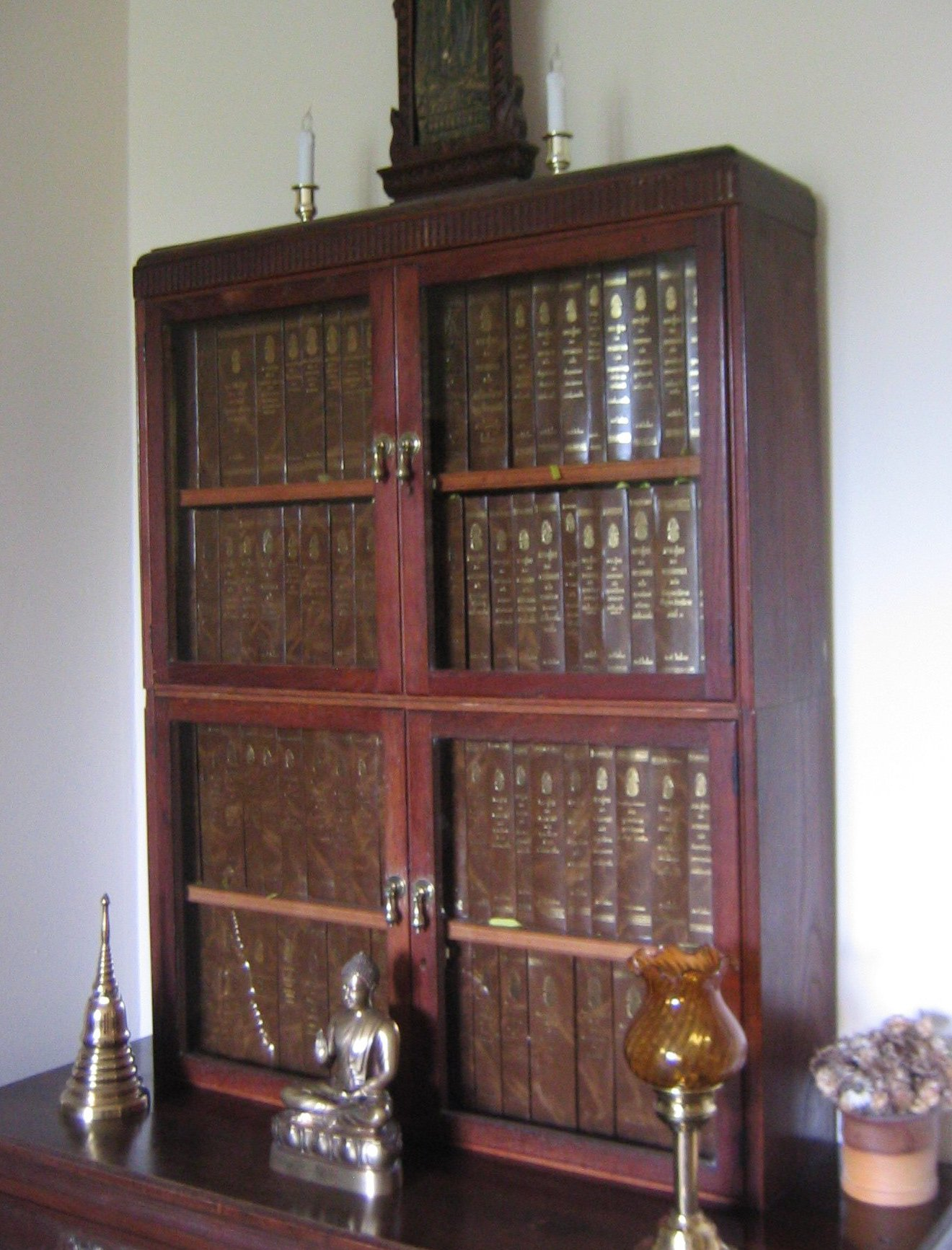
パーリ仏典（タイ国）

パーリ仏典（パーリ語仏典、パーリ聖典、Pali Canon）、あるいはパーリ三蔵（巴: Tipiṭaka,　ティピタカ、三蔵のこと）は、南伝の上座部仏教に伝わるパーリ語で書かれた仏典である。北伝の大乗仏教に伝わる漢語・チベット語の仏典と並ぶ三大仏典群の1つ。パーリ経典（パーリ語経典）とも呼ばれることがある。なお、「パーリ」とは聖典の意であり、各経典に関して「〜聖典」(-pāḷi)という表現もよく用いられる。
日本でも戦前に輸入・翻訳され、漢訳大蔵経（北伝大蔵経）、チベット大蔵経に対して、『南伝大蔵経』『パーリ大蔵経』（パーリ語大蔵経）などとしても知られる。

## 概略
律は中国やチベットにそれぞれ伝わっているものとは異なる内容のもので、通称『パーリ律』と呼ばれる。
経は漢訳大蔵経で言えば、概ね「阿含部」「本縁部」に相当するもので、当然のことながら大乗仏教経典は含まれていない。『パーリ仏典』の中で、釈迦如来は現世の欲や執着を絶って輪廻から解脱し、二度と生まれ変わることなく涅槃に至るのが至高だと説いている。大乗仏教で見られる浄土という概念が説かれることはなく、釈迦以外の仏（阿弥陀如来など）は登場しない。上座部仏教では大乗経典で説かれる釈迦如来以外の仏は後世に創作されたものであるとして信仰の対象としていない（大乗非仏説）。
釈迦と同時代に存在した思想家（サマナ）に関する記述もあり（六師外道）、古代インド哲学の様相を窺い知ることのできる史料ともなっている。

## 成立

### 写本の成立年代

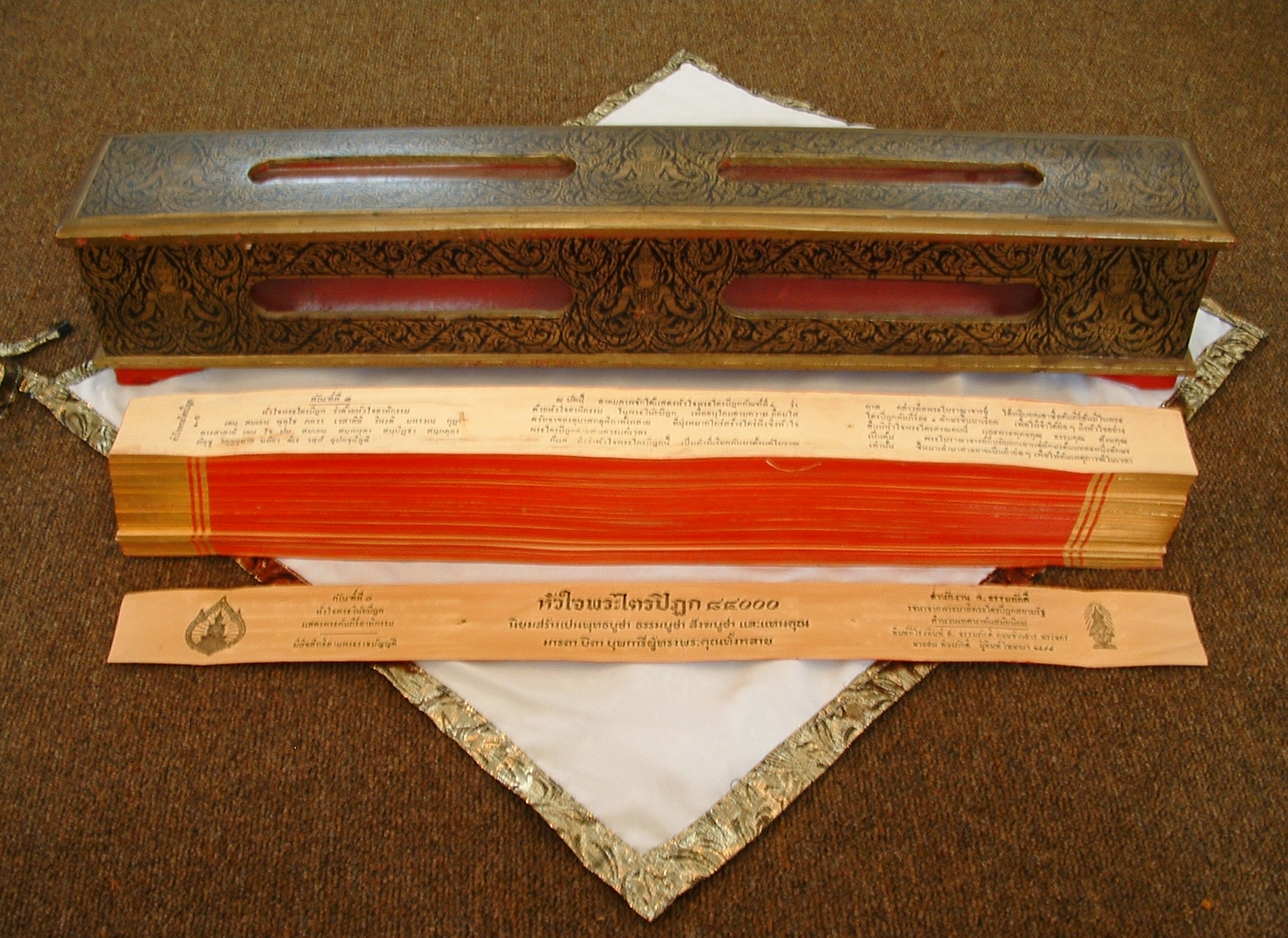
タイで作られた、古代様式の写本

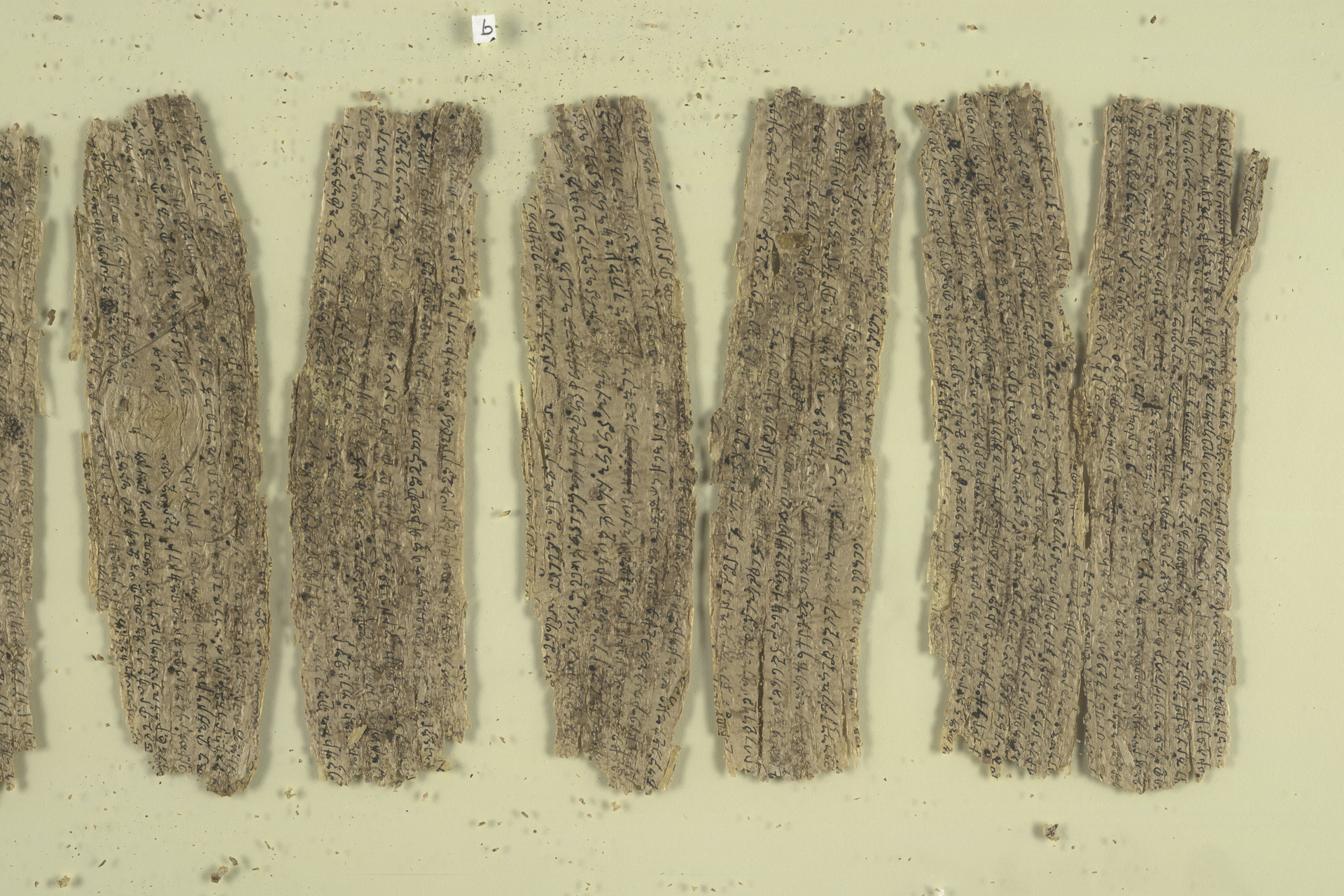
樺皮に書かれた仏教写本（ガンダーラ語仏教写本）。大英博物館所蔵

『パーリ仏典』のスッタニパータは最古層に属する仏典ということで宗教学者・文献学者・言語学者の間で見解の一致を見ているが、東南アジアの気候上、史料の長期保存が難しい地域であり、成立年代を疑う見解がある。とりわけ大乗非仏説を巡る論争で「上座部仏教の優位性」を否定する立場からこの説が唱えられることが多い。
山中行雄は「東南アジア地域においては，現存写本の数自体が膨大である一方，高温多湿の気候，写本の保存体制の不備等から，古写本の保存が極めて困難で，15世紀以前の写本を発見することは，かなり稀である」と論じている。
下田正弘は「K. R.ノーマンおよびO.フォン＝ヒニューバによれば，現在利用可能なパーリ語の写本はほとんどが18世紀から19世紀という，きわめて近年のものである（von Hinüber 1983, 78; 1994, 188; Geiger and Norman 1994, XXV）．しかもこれらの写本がどのような過程をたどって現在に至ったかほとんど情報がないため，近代以前の足跡は写本自身から知りえない．この点，漢訳の諸経典が古い時代―『道安録』を起点とするなら四世紀以降―より翻訳状況の記録とともに継承されていることに比すると，その歴史資料としての価値にはかなりの限界がある」と述べる。

パーリ仏典の古写本が少ないことは、学術的な研究上のネックにはなるものの、信仰の対象としての価値を減ずるものではない。そもそも上座部仏教の教義では、聖典の本質は、書写された経巻そのものにあるのではなく、それが有情によって記憶・実践・暗誦されていることにこそある(清水2018pp.26-27)とされてきたことにも注意すべきである。
1世紀から3世紀ごろの仏教写本である『ガンダーラ語仏教写本』と『パーリ仏典』との比較研究が現在進められている。ガンダーラ語仏教写本にスッタニパータの「犀角の句」が含まれていることが確認されている。

### 言語学的観点から
パーリ仏典は、部派仏教時代に使われていたプラークリット（俗語）の1つであり、（釈迦が生きた北東インドのマガダ地方の方言ではなく）西インド系の、より具体的にはウッジャイン周辺で用いられたピシャーチャ語の一種であると推定されるパーリ語で書かれている。第1回-第3回の結集や、後代における仏典のサンスクリット化からも分かる通り、仏典はその歴史の過程で編纂・増広・翻訳が繰り返されており、パーリ仏典はその歴史過程における、インド部派仏教時代の形態を強く留めている、現存する唯一の仏典だと言える。
上座部仏教では伝統的に、この仏典の言語であるパーリ語が、釈迦が用いたいわゆるマガダ語であると信じられてきたが、学問的知見が広まった今日においてはそうした主張は弱まってきている。ただし、マガダ語とパーリ語は、実際には言語的にそれほど相違しておらず、語彙をほぼ共有し、文法上の差異もさほどないなど、むしろかなり近似的な関係にあったと推定されている。

### 東南アジアでの伝播
現在、スリランカ・ミャンマー・タイ等の上座部仏教文化圏で流通しているパーリ仏典は、分別説部（赤銅鍱部）と呼ばれる上座部一派の流れをくむ、スリランカ仏教大寺派に起源を持つものが、12世紀以降に広まったものであり、瑣末な差異こそあれ、基本的に同一のテキストである。
近代以降は、1881年にロンドンに設立されたパーリ聖典協会（Pali Text Society, PTS）の校訂出版本や、1954年にビルマ（ミャンマー）のヤンゴン（ラングーン）で行われた第6回結集によって編纂された聖典テキスト（第六回結集本）等が、共通の底本となっている。

## 構成
漢訳仏典、チベット語訳仏典と同じく、律蔵（Vinaya Piṭaka（ヴィナヤ・ピタカ））、経蔵（Sutta Piṭaka（スッタ・ピタカ））、論蔵（Abhidhamma Piṭaka（アビダンマ・ピタカ））の三蔵（Tipiṭaka（ティピタカ））から成る。順序としては、律蔵が軽視されて後回しにされる漢訳とは異なり、チベット仏典と同じく、律蔵が最初に来る。

### 論蔵
- 論蔵（Abhidhamma Piṭaka（アビダンマ・ピタカ））：解説・注釈
  - 法集論（Dhammasaṅgaṇī）
  - 分別論（Vibhaṅga）
  - 界論（Dhātukathā）
  - 人施設論（Puggalapaññatti）
  - 論事（Kathāvatthu）
  - 双論（Yamaka）
  - 発趣論（Paṭṭhāna）